# سوور (ناحیه تشسکا لیپا)
سوور (به چکی: Svor) یک منطقهٔ مسکونی در جمهوری چک است که در ناحیه تشسکا لیپا واقع شده‌است.